# Jarabiná (szczyt)
Jarabiná (1314 m) – szczyt w Wielkiej Fatrze na Słowacji. Znajduje się w długim grzbiecie tworzącym lewe zbocza Ľubochniańskiej doliny (Ľubochnianska dolina).

## Topografia
Jarabiná jest zwornikiem; w zachodnim kierunku odbiega od niej grzbiet ze szczytem Kečka oddzielający dwie doliny; Hornojasenská dolina i Kantorská dolina. Jarabina wznosi się więc nad trzema głównymi dolinami. W kierunku północno-wschodnim do Ľubochniańskiej doliny opada z jej szczytu drugi, mniejszy grzbiet oddzielający dwie dolinki będące odnogami Ľubochniańskiej doliny: Vyšná Lipová i bezimienna dolinka po południowej stronie tego grzbietu. Ze stoków Jarabiny wypływa kilka potoków: Vôdky, Kantorský  potok, oraz Jarabinská i Lipová (dopływy Ľubochnianki).
Grzbietem Jarabiny biegnie granica Parku Narodowego Wielka Fatra; należą do niego stoki opadające do Ľubochniańskiej doliny, stoki północno-zachodnie są poza granicami parku
W języku słowackim słowo jarabina oznacza jarzębinę. 

## Turystyka
Przez szczyt Jarabiny i grzbietem nad  Ľubochnianską doliną prowadzi czerwony szlak turystyczny (Magistala Wielkofatrzańska). Na szczycie dołącza do niego niebieski szlak wychodzący z miejscowości u północnego podnóża Wielkiej Fatry. Jarabiná jest całkowicie porośnięta lasem, ale wichury spowodowały powstanie dużych wiatrołomów w jej szczytowych partiach na zboczach Ľubochniańskiej doliny. Roztaczają się z nich widoki na wschodnią i południową stronę.
  odcinek Magistrali Wielkofatrzańskiej: Ľubochňa – Kopa – Tlstý diel – Ľubochianske sedlo – Vyšne Rudno – sedlo Príslop – Chládkové – Kľak – Vyšná Lipová – Jarabiná – Malý Lysec – Štefanová – Javorina – Šoproň – Chata pod Borišovom. Suma podejść 2140 m, odległość 24,1 km, czas przejścia 8,40 h, ↓ 8 h.
  Sklabiňa – Sklabinská dolina – Medzi mníchmi – Na jame – Mažiarky – Končity vrch – Kečka – Sedlo za Kečkou – Jarabiná. Suma podejść 1015 m, odległość 11,9 km, czas przejścia 4,15 h, ↓ 3.35 h.